# Unpredictable (Olly Murs)
Unpredictable è un brano musicale del cantautore inglese Olly Murs pubblicato con l'etichetta discografica RCA, per il suo quinto album in studio, 24 Hrs (2016). È stato scritto e prodotto da Cutfather, Daniel Davidsen e Peter Wallevik, con una scrittura aggiuntiva di Kara DioGuardi e Iain James. Originariamente registrato come canzone solista, in seguito è stato remixato da Matt Rad con la voce della cantante inglese Louisa Johnson ed è stato pubblicato in digitale il 2 giugno 2017 nel Regno Unito.

## Antefatti
Il 22 maggio 2017, Murs ha confermato sul suo account Twitter che Unpredictable sarebbe stato il quarto singolo dell'album 24 Hrs

## Video musicale
Il video musicale è stato pubblicato il 22 giugno 2017 su YouTube. È stato girato a Palm Springs. Il video è ambientato nel 1978 e vede Murs e Johnson giocare a tennis l'uno contro l'altra. Dal 15 settembre 2018, il video ha oltre 6 milioni di visualizzazioni su YouTube.

## Classifica
| Classifica (2017)                     | Posizione |
| ------------------------------------- | --------- |
| Irlanda (IRMA)                        | 65        |
| Lettonia (Latvijas Top 40)            | 25        |
| Scozia (Official Charts Company)      | 20        |
| Regno Unito (Official Charts Company) | 32        |
| Russia (Airplay Tophit)               | 212       |
| Ungheria (Rádiós Top 40)              | 35        |

## Pubblicazione
| Paese       | Data           | Formato           | Versione  | Etichetta |
| ----------- | -------------- | ----------------- | --------- | --------- |
| Regno Unito | 2 giugno 2017  | Download digitale | Originale | RCA       |
| USA         | 30 giugno 2017 | Download digitale | Acustica  | RCA       |